# Pik Ismoil Somoni

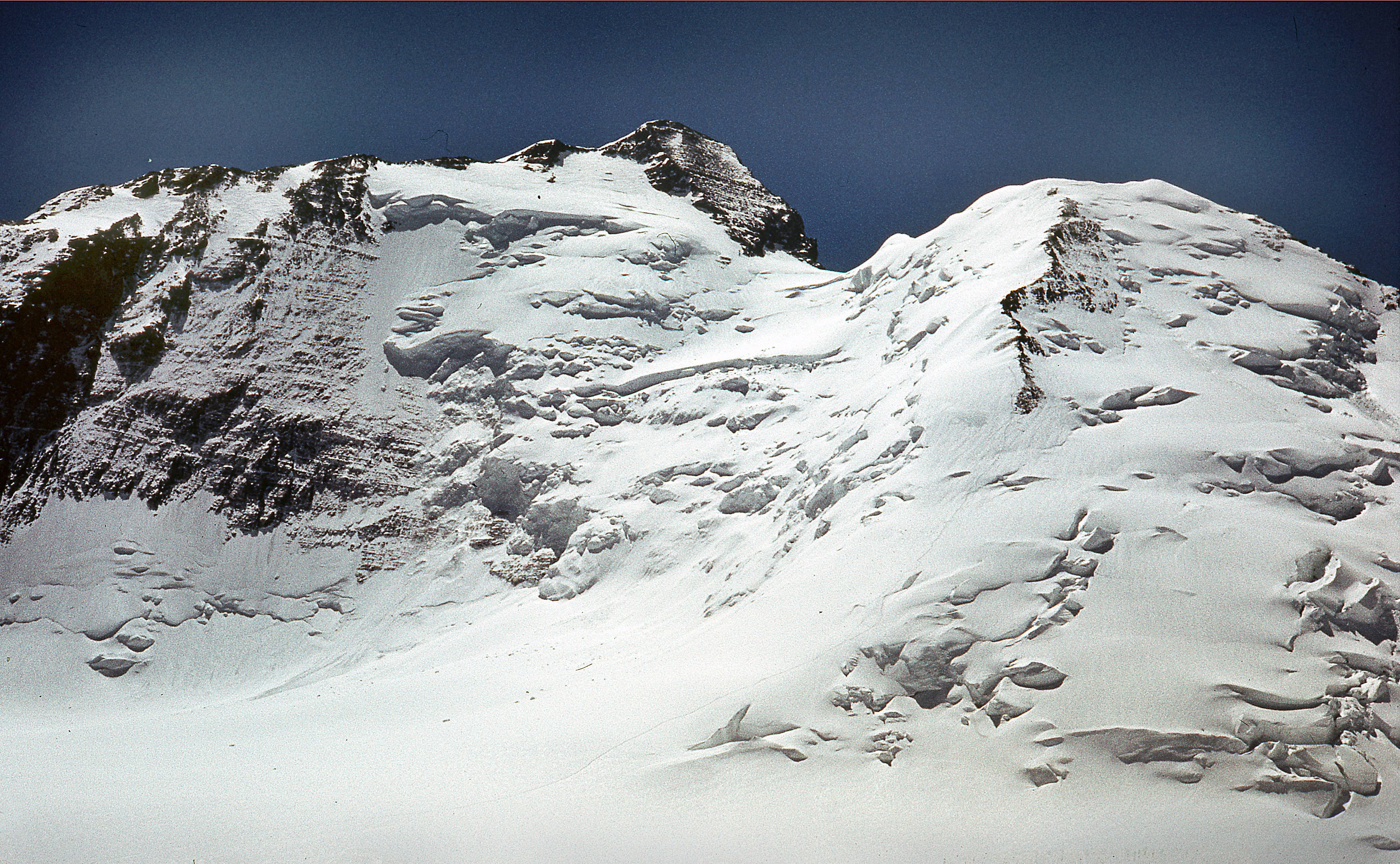
Toppen av Pik Ismoil Somoni.

Pik Ismoil Somoni (tadzjikiska: Қуллаи Исмоили Сомонӣ, Qullai Ismolil Somony; ryska: Пик Исмаила Самани, Pik Ismaila Samani) är Tadzjikistans högsta berg (7 495 meter över havet) och det högsta berget i före detta Sovjetunionen. Det ligger i västra delen av Pamir-bergen.
1933 döptes det av en sovjetisk expedition till Pik Stalina (пик Ста́лина, "Stalintoppen") efter Sovjetunionens diktator Josef Stalin men ändrade namn 1962 till Pik Kommunizma (пик Коммуни́зма, "Kommunisttoppen"). Efter Tadzjikistans självständighet döptes berget om 1998 till Pik Ismoil Somoni efter en persisk härskare på 700-talet e.Kr. som i Tadzjikistan räknas som nationens fader. Han är också känd som Saman Khuda och är samaniddynastins grundare.